# Jean Guidoni
Pour les articles homonymes, voir Guidoni.
Jean Guidoni est un chanteur et parolier français, né le 3 mai 1951 à Toulon (Var).

## Biographie

### Enfance et adolescence
Jean Quilicus Guidoni voit le jour le 3 mai 1951,, dans un immeuble près du marché provençal du cours Lafayette dans la Basse-ville de Toulon,.
Le jeune garçon et son frère grandissent dans un milieu populaire auprès de leur mère femme au foyer, et de Julie Guidoni, leur grand-mère paternelle qui travaille comme cuisinière dans un restaurant. Leur père exerce le métier de marin et fait de longs voyages au Viêt Nam et au Japon d'où il ramène des oeufs de lump, des graines de lotus et des petites poupées geishas,. Les deux enfants souffrent parfois du manque d'argent mais surtout des absences récurrentes de leur père.
La famille Guidoni est très peu mélomane. Cependant, le garçon écoute parfois la radio et sa grand-mère l'amène de temps à autre à l'Opéra de Toulon pour assister à des concerts de Gilbert Bécaud ou à des spectacles de danse, une discipline qui a toujours attiré le chanteur, et qu'il pourra enfin pratiquer sur scène lors d'un spectacle à l'Auditorium des Halles en 1991,. Ses artistes préférés de l'époque étaient surtout des chanteuses de la vague yé-yé comme Sylvie Vartan mais il appréciait aussi les comédies musicales et notamment Judy Garland.
Un peu plus tard, il fait l'école buissonnière et en profite pour visionner de nombreux longs métrages dans les cinémas de quartier dans lesquels il apprécie surtout les films fantastiques,. Devenu adolescent, il assiste à la séparation de ses parents et décide de rapidement gagner sa vie en intégrant une école de coiffure.

### Premier travail dans un hammam et cours de chant à Paris (1967-1974)
Après une période d'apprentissage à Toulon dans les années 1967-1968,, Jean Guidoni travaille comme coiffeur dans le salon de coiffure d'un hammam situé dans la rue Thubaneau à Marseille,,. Il est confronté très jeune à un milieu interlope  où se côtoient prostituées, travestis et divers délinquants. Un soir de février 1971,, pressé de fuir ce quartier devenu de plus en plus violent et dangereux, le jeune homme décide de partir pour Paris où il trouve une autre place de coiffeur dans un salon du 18e arrondissement,,. Puis il commence à prendre des cours de chant et grâce à une relation rencontrée dans le salon de coiffure où il travaillait, il confie une maquette (comportant trois chansons avec un accompagnement de piano) à Marcel Rothel, directeur artistique des éditions Michel Legrand (alors dirigées par Marcelle Legrand, mère du célèbre compositeur). Intrigués par le timbre de la voix du jeune homme, Marcel Rothel, Michel Legrand et sa mère décident alors de miser sur lui,.

### Les débuts dans la chanson (1975-1978)

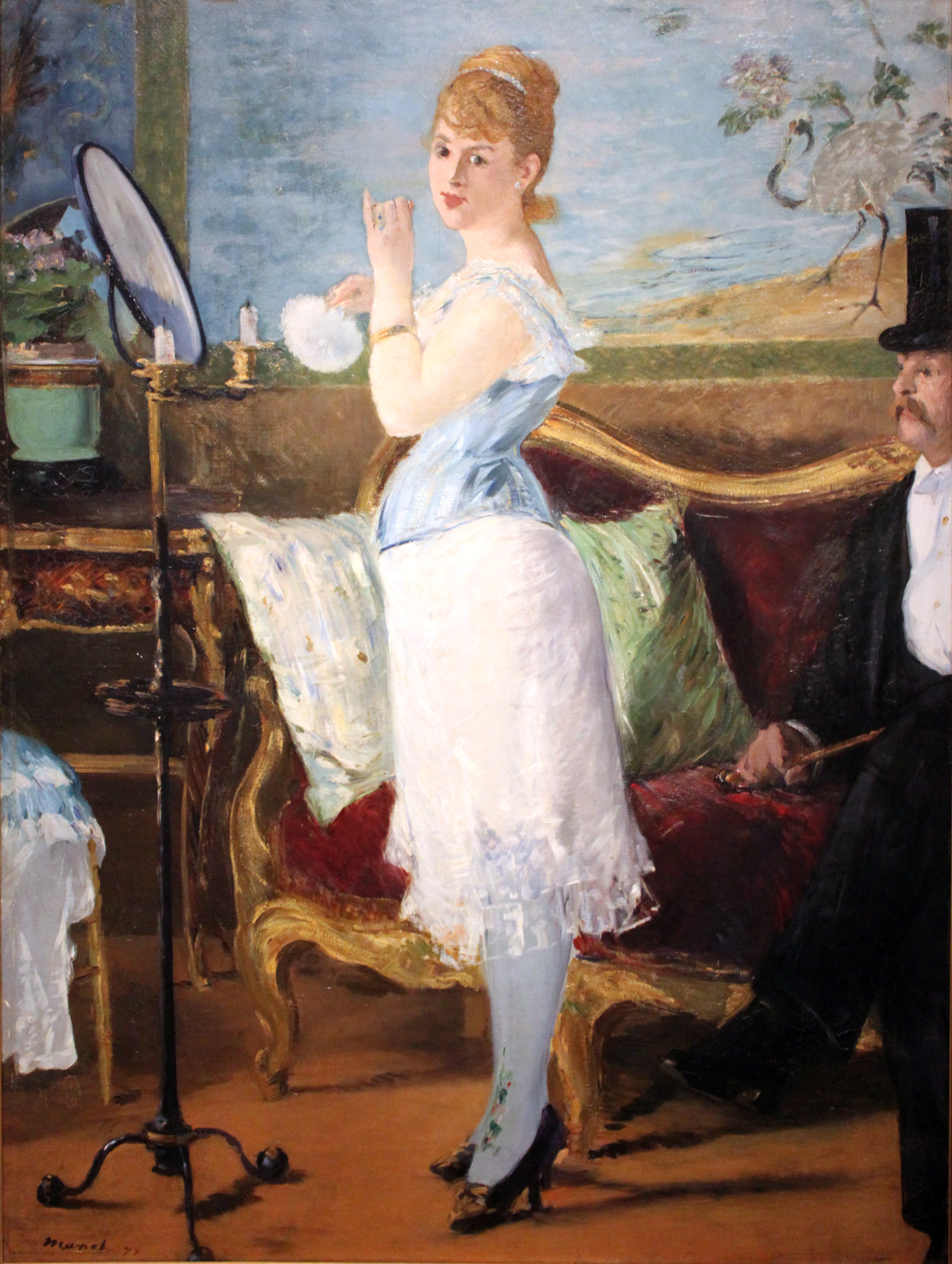
Nana, héroïne d'Émile Zola qui inspirera l'un des premiers textes de Jean Guidoni.

Après avoir signé son premier contrat, le jeune chanteur commence sa carrière musicale en 1975 en enregistrant trois titres sur Paris Populi, un triple album-concept en forme d'épopée sur la ville de Paris, écrit par Francis Lemarque et Georges Coulonges et auquel ont participé de nombreux artistes dont Michel Legrand,. Puis il enregistre pour Polydor son tout premier 45 tours avec les chansons La Leçon d'amour et Quand tu partiras,. La Leçon d'amour est une chanson romantique dotée d'une orchestration sophistiquée signée Jean Musy et qui s'inscrit complétement dans le registre traditionnel de la variété populaire française du milieu des années 1970, que Guidoni qualifiera par la suite de « grande époque Guy Lux » au cours de laquelle régnaient les chanteurs « à voix ». En réalité, le débutant ne parvient pas à exprimer ce qu'il désire vraiment à cette époque. N'étant pas compositeur, et n'écrivant pas encore ses propres textes, il n'a pas la maîtrise du choix de son répertoire. Toutefois, et malgré la banalité de ces premières chansons, Jean Guidoni possède déjà une vraie voix, chaude et bien maîtrisée, avec un léger accent du Midi qui lui servira quelques années plus tard lorsqu'il se décidera à chanter différemment.
En mars 1976, il enregistre Marie-Valentine pour le label RCA, et sa chanson se classe deuxième dans la sélection du représentant de la France au Concours Eurovision de la chanson, derrière Catherine Ferry. Puis il parvient à faire quelques galas dans le Midi de la France, en première partie de grandes vedettes de l'époque comme Gilbert Bécaud, Claude François, Joe Dassin et Gérard Lenorman.
Le célèbre parolier Jacques Lanzmann lui écrit en 1977 la chanson Le Têtard (basée sur son roman homonyme) qui obtient un certain succès à la radio, et qui lui permettra d'étoffer son maigre stock de chansons sur scène. Son premier album intitulé Jean Guidoni est publié en juin de la même année. Outre les contributions de Lanzmann, le disque comporte des pistes écrites par divers auteurs comme Jean-Pierre Lang et Pierre Grosz. Il a ensuite la chance de remplacer Alain Souchon en lever de rideau lors de la tournée d'été de Serge Lama. Durant trois mois, l'apprenti chanteur doit défendre son répertoire devant quatre ou cinq mille personnes ; il apprend à vaincre sa timidité et à s'« endurcir » au contact d'un public pas forcément acquis,.
Sur son second album paru en 1978, il propose pour la première fois plusieurs titres dont il a écrit les paroles comme Nana (d'après le célèbre roman d'Émile Zola) qui aborde le thème de la prostitution que l'interprète développera plus largement au cours de la décennie suivante. On retrouve le même thème dans Chut... Chut... Sweet Lucille qui détonne avec ses paroles pleines d'humour noir et dont le dernier couplet cite le prénom de Jack l'Éventreur. Ces chansons annoncent encore timidement le futur répertoire nettement plus sombre de Jean Guidoni, mais la musique et leur interprétation souffrent encore d'un manque d'originalité. Les autres titres de l'album sont écrits par des auteurs aussi réputés que Didier Barbelivien, Pierre Delanoë ou Marie-Paule Belle.

### Changement de cap (1978-1979)

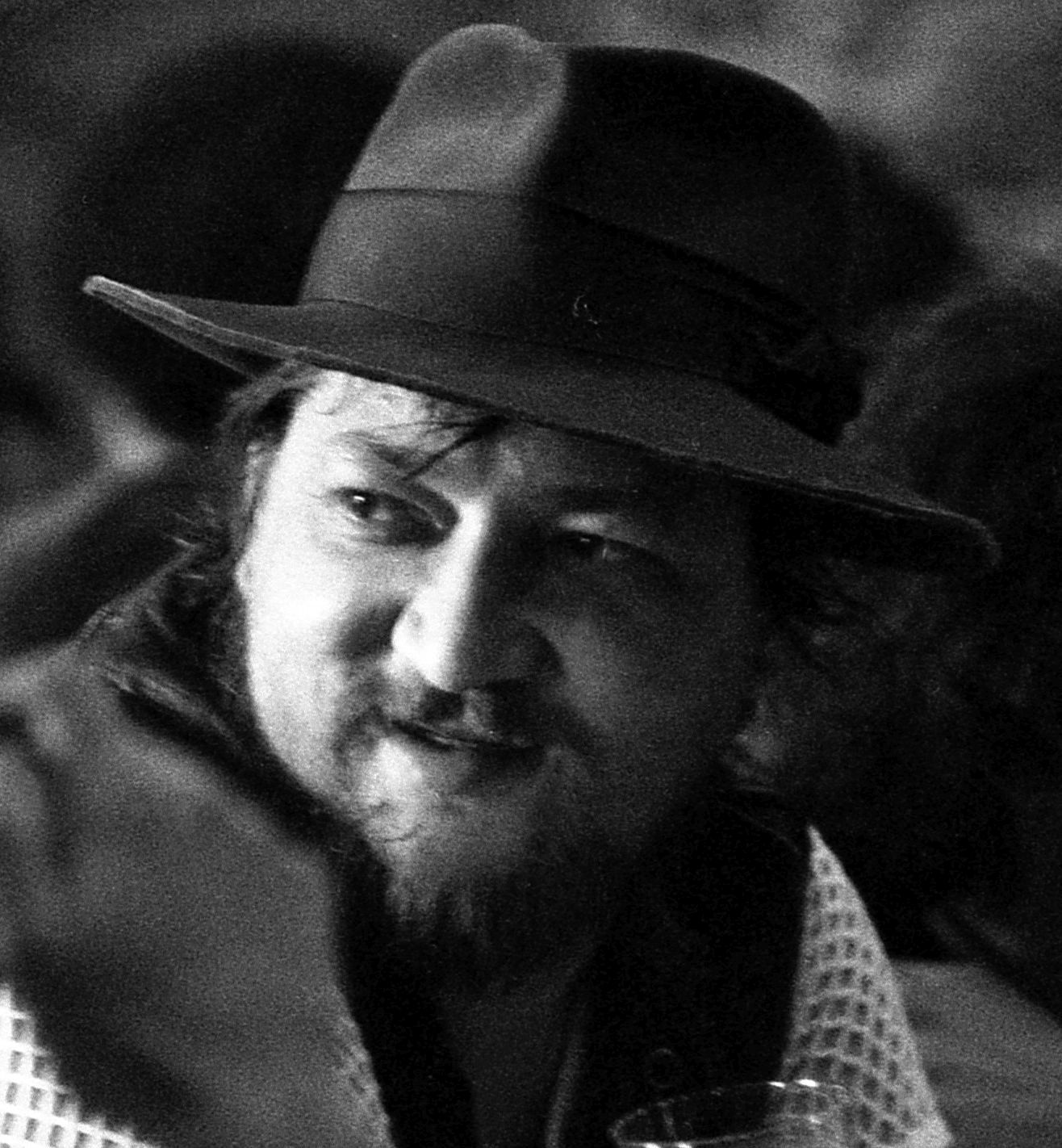
Les thèmes abordés par le cinéaste Rainer Werner Fassbinder ont profondément marqué le chanteur.

À cette époque, Guidoni est dans l'impasse sur le plan professionnel, ses disques ont du mal à se vendre suffisamment (en dehors du 45 tours Nana qui rencontre un certain succès en Hollande et en Allemagne) et sa maison de disque est prête à l'abandonner.
Vers la fin des années 1970, de nouveaux artistes essentiellement venus du théâtre viennent secouer le petit monde très formaté de la variété française, c'est notamment le cas de l'actrice Anna Prucnal, de la chanteuse japonaise Megumi Satsu, de Michel Hermon et d'Ingrid Caven, actrice et égérie de Rainer Werner Fassbinder. Leur univers est sans concessions, ils ne cherchent pas à vendre des disques ni à séduire les programmateurs radiophoniques, mais plutôt à mettre leur talent scénique au service de la chanson,.
Un soir du 17 juin 1978, Jean Guidoni se procure justement un billet pour la dernière du spectacle d'Ingrid Caven,. C'est en l'entendant interpréter de façon théâtrale des chansons de Fassbinder au cabaret Le Pigall's,, que Guidoni a le déclic. Ingrid Caven propose un spectacle décalé et plein d'ironie qui étonne le chanteur, son répertoire est essentiellement constitué de chansons en allemand ou en français qui racontent des histoires sordides sur des garçons en cuir, dépeignent un crime pendant une nuit de carnaval, se moquent d'une acnéique suicidaire ou rapportent les propos d'une amante désabusée. Le jeune interprète, qui n'avait jamais rien vu de tel auparavant, achète le disque du spectacle dans la foulée et découvre le nom de celui qui a adapté en français certaines des chansons du réalisateur allemand. Il s'agit du journaliste et cinéaste Pierre Philippe. Né en 1931 et issu également d'un milieu modeste, ce dernier a commencé par travailler comme décorateur de théâtre, puis est devenu journaliste. Il a ensuite réalisé plusieurs courts-métrages ainsi qu'un long-métrage suivi de documentaires pour la télévision. Après six mois de recherche,, Guidoni finit par rencontrer cet auteur providentiel qui va lui écrire presque toutes ses premières chansons marquantes.
Au début de l'année 1979, il chante deux semaines dans un cabaret nommé le Riv'Droite, situé dans l'avenue Marceau. Il y fait la connaissance de l'auteur et interprète Maurice Fanon puis il y retourne en septembre en 1re partie de Catherine Sauvage où, pour la première fois, il expérimente un tour de chant plus théâtralisé,. Entretemps, il passe une partie de l'été 1979 à mettre au point sa chanson Y'a un climat,, qu'il co-signe avec Maurice Fanon. Elle figurera l'année suivante sur la face A d'un nouveau 45 tours avec en face B le titre Mikado City co-signé cette fois avec son nouveau collaborateur Pierre Philippe.

### Les années Pierre Philippe (1980-1985)

#### Je marche dans les villes(1980)

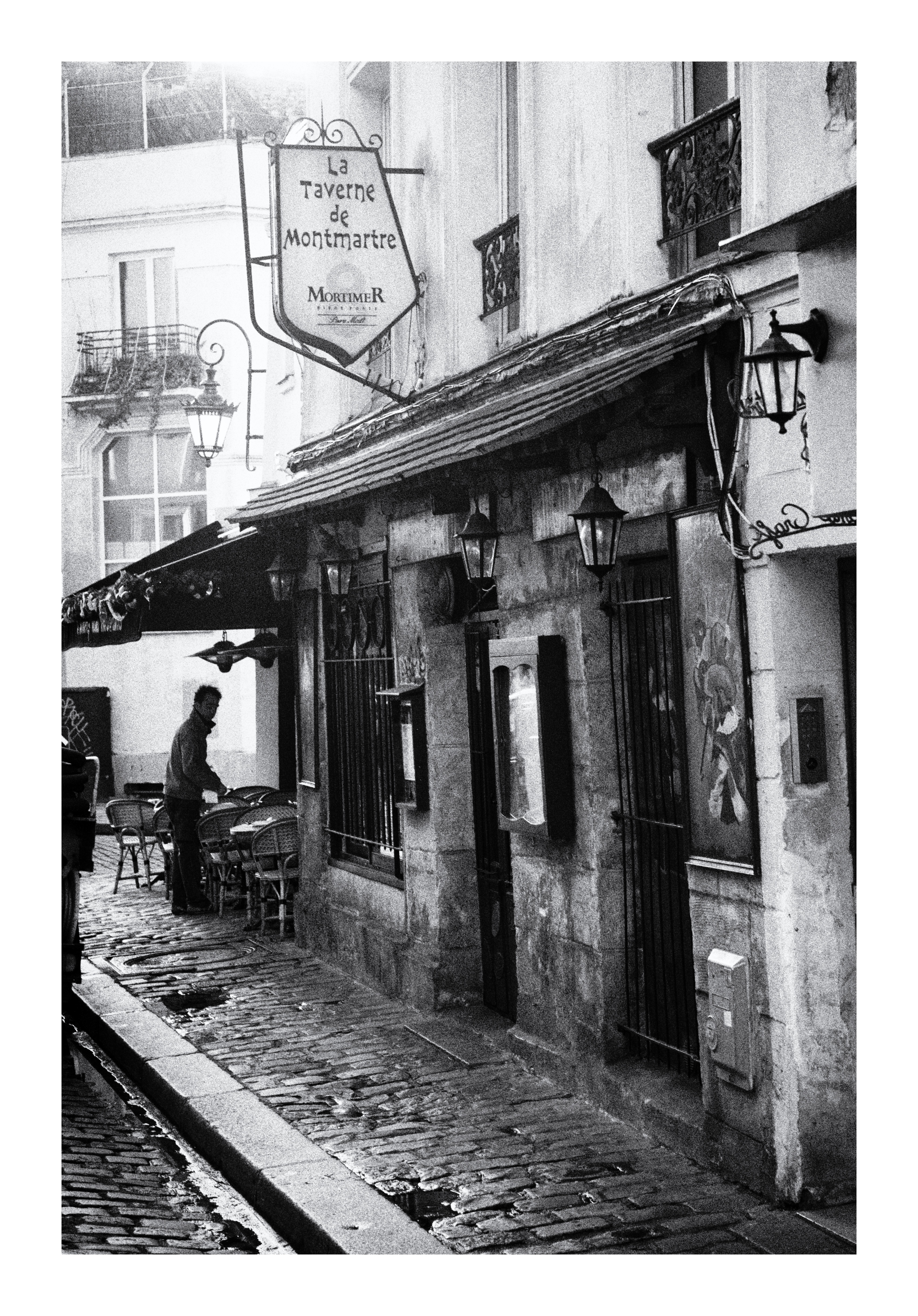
Un vieux bistrot du quartier de Montmartre tel que celui décrit dans la chanson Chez Guitte.

Afin de le mettre à l'épreuve, Pierre Philippe propose d'abord à Guidoni trois textes particulièrement extrêmes : Chanson pour le cadavre exquis qui parle de nécrophilie,, Je marche dans les villes qui évoque de façon crue les mœurs nocturnes du chanteur à cette époque, et enfin le très théâtral Tu mourras ce soir, titre uniquement destiné à la scène et qui présente au public la mort de cinq hommes comme autant de numéros de cirque commentés par l'interprète qui joue ici le rôle de Monsieur Loyal. Ce dernier texte reprend d'ailleurs des thèmes parfois assez proches de ceux de l'univers de Fassbinder (exclusion sociale, immigration, solitude et sado-masochisme),. Persuadé que le jeune homme allait violemment rejeter des textes comportant des thématiques aussi scandaleuses, Pierre Philippe a la surprise de constater tout l'inverse : Jean Guidoni est totalement enthousiasmé par ce nouveau répertoire très éloigné de celui qu'il chantait précédemment.
Avec la collaboration du compositeur Michel Cywie (que Guidoni avait précédemment fait travailler sur le 45 tours Y'a un climat), l'auteur et l'interprète élaborent la totalité de l'album Je marche dans les villes qui paraît en octobre 1980 chez RCA,, et obtient en mars 1981 le prix de l'Académie Charles-Cros,. Même si la musique conserve un format assez traditionnel notamment au niveau des arrangements dus à Benoît Kaufman, les paroles proposent un contenu particulièrement subversif en matière de variété populaire,.
Ces évocations de sexualités interlopes souvent teintées d'humour noir hantent la plupart des morceaux de l'album. En plus de Je marche dans les villes et Chanson pour le cadavre exquis, Chez Guitte ressuscite un bistrot mal famé de Montmartre tenu par la chanteuse Jo Vanna, Midi-Minuit nous plonge dans l'univers glauque des cinémas pornographiques peuplés de solitaires et de marginaux, tandis que l'humoristique Viril met en scène l'homosexualité de l'interprète en tournant en dérision les clichés liés à la communauté cuir de San Francisco,. Mais on y trouve aussi Djemila, une chanson d'amour inspirée par la figure de Djemila Khelfa, mannequin qui travaillait à l'époque pour le magazine Façade, ainsi qu'un pastiche de Charles Trenet (ironiquement) intitulé La chanson optimiste,.
Le 3 novembre 1980, Jean Guidoni présente au public du Théâtre en Rond, un spectacle radicalement nouveau par rapport à ceux qu'il avait l'habitude de proposer dans les années 1970. Désireux de marquer une coupure nette avec le répertoire poli et souriant qu'il avait auparavant, l'interprète choisit un costume de scène noir et un maquillage blanc exagéré afin d'installer « une image irréelle, qui rejoindrait un peu le théâtre ». Sous la direction de l'accordéoniste Roland Romanelli, le chanteur est accompagné d'un pianiste, d'un bassiste et d'un percussionniste. Il y interprète toutes les chansons de son dernier album avec quelques inédits jamais publiés sur disque : Tu mourras ce soir (qui fut repris avec un arrangement différent dans le spectacle à l'Olympia en 1983), L'écorcheur d'enfants ainsi que trois reprises en forme d'hommage : Eros vanné de Maurice Donnay, Mon oncle a tout repeint, de Jean Nohain chanté jadis par Marianne Oswald, et La maison morte une adaptation par Pierre Philippe d'une chanson peu connue que le chanteur brésilien Caetano Veloso avait écrite en 1971 pour sa sœur Maria Bethânia, sous le titre de Janelas abertas N°2 (Les fenêtres ouvertes N°2),. Ce spectacle rencontrera un grand succès critique et public,,,.

#### LeGrand Échiquieret le premier Olympia (1981)

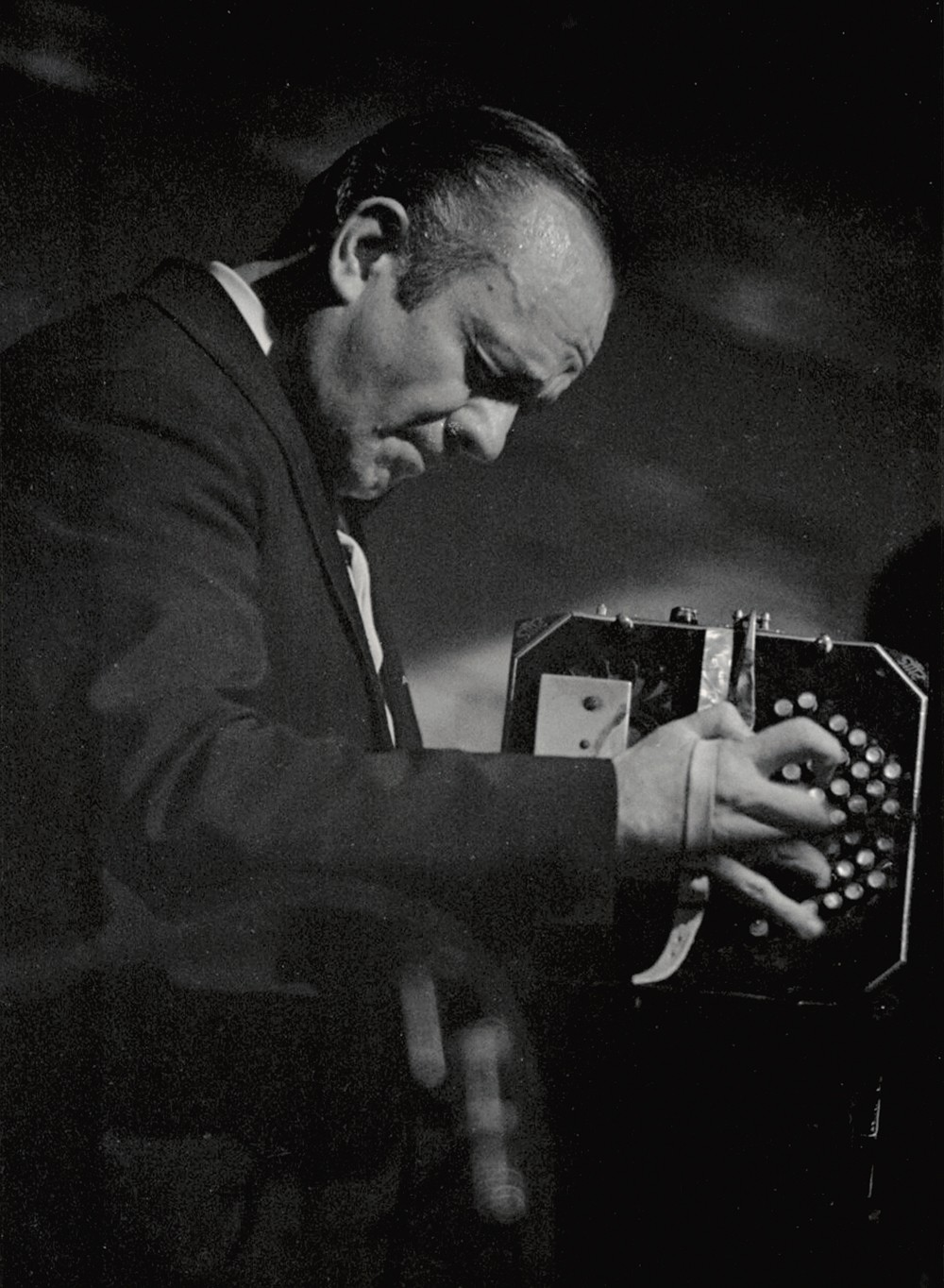
Astor Piazzolla fait la rencontre de Jean Guidoni et Pierre Philippe en 1981.

Le 29 janvier 1981, le Toulonnais est invité dans l'émission Le Grand Échiquier où il interprète deux chansons extraites de son dernier album,,.
Désireux de quitter le registre de la variété, le parolier Pierre Philippe propose au chanteur de faire appel au grand bandonéoniste Astor Piazzolla pour lui demander de mettre en musique ses nouveaux textes Tout va bien et Masque noir qui nécessitent, selon lui, des compositions plus proches de la musique classique tout en restant accessibles. Par chance, le grand musicien argentin qui avait justement vu la prestation de Guidoni au Grand Échiquier accepte immédiatement,.
Le 12 avril, Jean Guidoni participe à la 5e édition du Printemps de Bourges où il fait figure de « révélation ». L'accueil très encourageant du public donne envie à Pierre Philippe d'écrire avec Astor Piazzolla un nouveau spectacle beaucoup plus ambitieux qui deviendra le futur Crime passionnel.
Le 9 juin, le chanteur effectue son premier passage dans la mythique salle de l'Olympia où il crée Tout va bien, chanson qui raconte la vie d'un survivant dans un Paris dévasté après un coup d'État fasciste, ainsi que l'adaptation en français par Pierre Philippe de La chanson de Mandalay, tirée de la comédie musicale Happy End écrite par Bertolt Brecht et Kurt Weill.
En juillet, il est programmé en 2e partie de l'émission L'Atelier de la chanson sur Antenne 2 au cours de laquelle il interprète sept chansons dont le récent Tout va bien et l'inédit Un enfant,. Ce dernier titre est sans doute l'un des plus difficiles de son répertoire, tant sur le plan musical que sur le plan du texte. Les mélodies complexes imaginées par le jeune compositeur Philippe Dubosson (qui avait déjà composé L'écorcheur d'enfants et Tu mourras ce soir), qui alternent entre ritournelles enfantines et rythmes irréguliers, sont parfois à la limite de l'atonalité. Les paroles très inquiétantes de Pierre Philippe, décrivent le délire d'un jeune enfant interné qui sombre dans la folie. Inédite dans sa première mouture, cette chanson figurera deux ans plus tard sur l'album Le Rouge et le Rose (1983).

#### Crime passionnel(1981-1982)

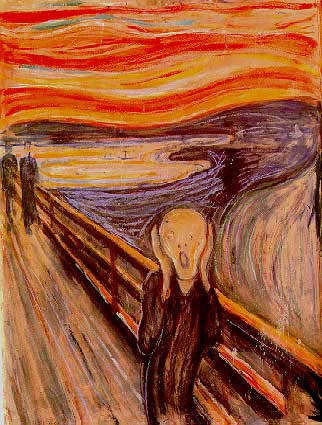
Le Cri du peintre Edvard Munch est cité par Pierre Philippe dans sa chanson Qui crie ?

Durant l'été 1981, le maître argentin Astor Piazzolla travaille sur le projet de Crime passionnel. La barre est placée très haut car il s'agit de créer un « Opéra pour un homme seul » dont le livret sera signé entièrement par Pierre Philippe, qui écrira pour cette occasion parmi ses plus beaux textes.
Les premières mélodies imaginées par Piazzolla ne convenaient pas,. Avec beaucoup d'humilité, le compositeur a tout recommencé et a écrit des musiques beaucoup plus proches de l'esprit de celles qu'il avait composées auparavant pour lui ou d'autres interprètes. L'opéra dans son intégralité est composé de douze chansons de style tango nuevo, et d'un long texte déclamé de dix minutes intitulé Machine à souffrir, qui est accompagné d'une musique extrêmement discrète.
Cette œuvre unique dans la carrière du chanteur consiste en un huis clos dont le décor est une simple chambre dans laquelle va éclater un drame dû à la jalousie. L'unique personnage de cet opéra est confronté successivement à la solitude (Le haut mur et Masque noir), la passion amoureuse (Coups de cœur), la jalousie (Solo), la violence criminelle (Qui crie ? et Lames), la fascination morbide devant le cadavre de l'être aimé (Fleurs fanées), et la plongée dans la folie (Mandat d'amener). La dernière chanson qui conclut le spectacle s'intitule Les draps blancs.
Astor Piazzolla n'ayant pas voulu écrire lui-même les orchestrations, celles-ci ont été réalisées par le pianiste et compositeur Raymond Alessandrini, épaulé par le célèbre bassiste de rock progressif Jannick Top. L'accordéon est joué par le fidèle Roland Romanelli qui tient aussi les nombreuses parties de synthétiseurs. L'orchestre comprend également deux guitares électriques, quelques cordes et même trois choristes sur la chanson Lames. Sur le plan vocal, Jean Guidoni s'est aussi servi de son accent méridional pour exagérer l'articulation des syllabes afin de la rapprocher de celle de la langue allemande,. L'album Crime passionnel, qui propose dix titres seulement parmi les treize morceaux de l'opéra, est publié chez Philips en juin 1982,, et reste l'un des plus emblématiques du chanteur. Il reçoit le Grand Prix du Disque Audiovisuel Européen.
En septembre 1982, il parvient à monter Crime passionnel au théâtre des Bouffes-du-Nord où les treize chansons, hantées par le passé parfois douloureux du Toulonnais, vont réellement prendre vie sur scène. Le public est une fois de plus au rendez-vous et la critique est globalement très positive,. Toutefois, quelques voix discordantes se font entendre dans l'émission Le Masque et la Plume diffusée le 31 octobre 1982, notamment celle de Lucien Rioux qui déplore un « succès de snobisme » et des « textes ampoulés », tandis que d'autres montrent du doigt la trop grande fidélité de l'interprète à un seul auteur ou bien le fait que Guidoni ne chante aucune de ses anciennes chansons dans le spectacle. En avril 1983, lors de la 7e édition du Printemps de Bourges, le spectacle est présenté au grand théâtre de la Maison de la Culture avec la participation exceptionnelle d'Astor Piazzola au bandonéon et à la direction d'orchestre.

#### Le Rouge et le Roseet le second Olympia (1983-1984)

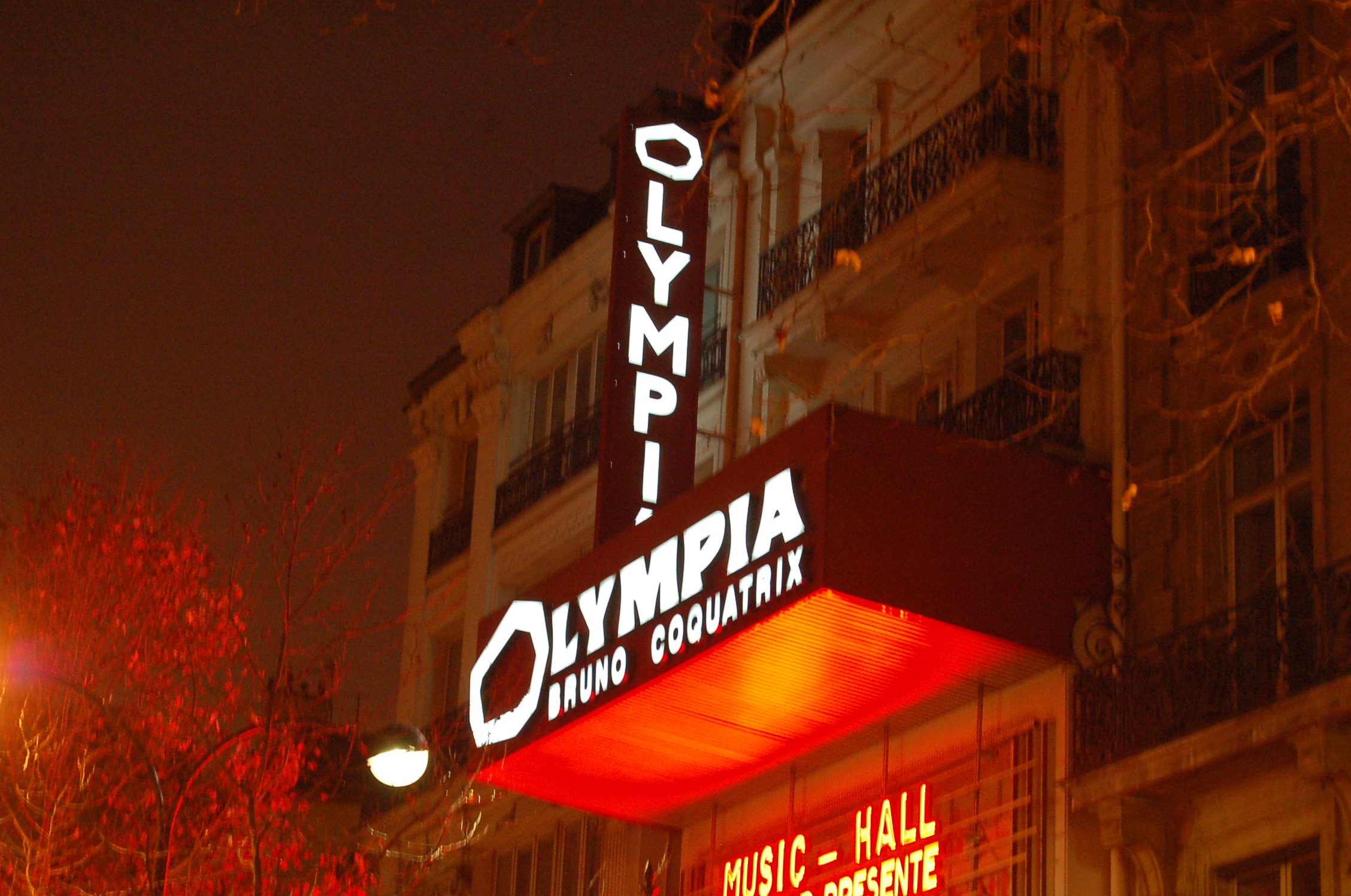
Lors de son second passage à l'Olympia, Jean Guidoni a rendu un hommage très appuyé à la grande tradition du music-hall.

Après l'intensité du spectacle Crime passionnel, le chanteur se sent vidé et tombe malade pendant deux mois,. En outre, le parolier et son interprète sont désormais « étiquetés » par certains médias : l'un comme « auteur décadent » influencé par l'expressionnisme berlinois et l'autre comme nouvelle « coqueluche » des milieux parisiens les plus « tendances »,.
Dès le début de l'année 1983, Pierre Philippe et Jean Guidoni décident donc d'élaborer un album plus coloré et baroque que le précédent et qui s'intitulera Le Rouge et le Rose. La couleur « rouge » symbolise ici la teinte ouvertement plus politique qui apparaît bien sûr dans la chanson titre Rouge. Cette dernière fait intervenir une chorale évoquant les Chœurs de l'Armée rouge, et pour laquelle le compositeur Carlos d'Alessio a réutilisé un Chant Sud-américain qu'il avait précédemment composé pour la pièce de théâtre Omphalos Hôtel de Jean-Michel Ribes. On retrouve cette même thématique dans Tout va bien (créée sur scène deux ans auparavant) à la rythmique martiale, et surtout dans Le Bon Berger : hagiographie parodique du régime de Vichy avec des chœurs d'enfants qui rappellent le fameux Maréchal, nous voilà !, hymne à la gloire de Pétain. Ces deux derniers titres ont été écrits en réaction face à la montée du Front national.
Cependant, c'est la couleur « rose » à connotation sexuelle qui domine presque tout le reste de l'album. Elle figure bien évidemment dans la chanson Rose, dans le pathétique Smoking blanc qui dépeint la déchéance d'un chanteur sur le déclin, ou avec une variante plus humoristique dans la très théâtrale Grand-mère fait du strip-tease. La chanson L'amour monstre évoque, quant à elle, une femme monstre de foire ressemblant aux personnages de films comme La Monstrueuse Parade ou Elephant Man, avec une musique de Carlos d'Alessio qui oscille entre fanfare burlesque (tirée de la piste Cirque écrite originellement pour la pièce Omphalos Hôtel) et valse mélancolique inspirée par celle qu'il avait écrite en 1979 pour la musique du film Le Navire Night de Marguerite Duras,,.
Contrairement aux deux précédents opus, les chansons ont été écrites par différents compositeurs qui proviennent du monde entier : Carlos d'Alessio (comme Astor Piazzolla) vient d'Argentine, Yánnis Spanós (qui avait précédemment composé La leçon d'amour et Le têtard pour Jean Guidoni) est d'origine grecque tandis que Lewis Furey vient du Canada.
Arrangé à nouveau par le duo Raymond Alessandrini et Jannick Top, qui l'ont doté d'orchestrations très cinématographiques, l'album Le Rouge et le Rose sort en mai 1983. Le disque s'accompagne d'un second spectacle à l'Olympia (du 8 au 20 novembre 1983) où Guidoni utilise toutes les possibilités théâtrales, de la scène mythique de Bruno Coquatrix et Jean-Michel Boris, en reprenant ses grandes chansons avec quelques inédits (Message chiffré, un texte expérimental uniquement écrit avec des chiffres et une Allée des coquelicots composée par Astor Piazzolla) sans oublier quelques titres d'avant-guerre comme Cocaïne, enregistrée par Nitta-Jô (en) en 1932, La complainte de la Seine de Maurice Magre et Kurt Weill, qui fut créée à l'origine par Lys Gauty, et La rue que Damia avait gravée sur disque en 1936. Ce spectacle a fait l'objet d'un double-album paru en mai 1984,.

#### Putains…etCirque Divers(1985)

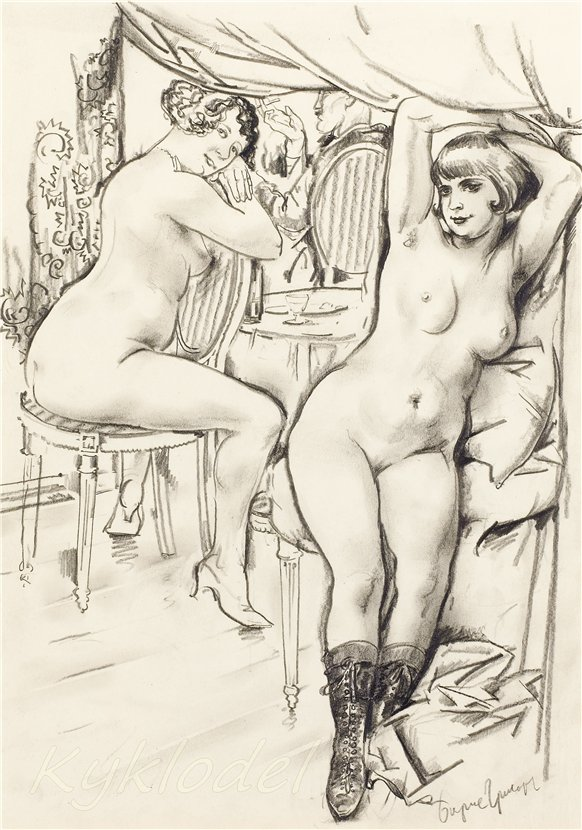
Putains… fait partie des rares disques entièrement consacrés au thème de la prostitution sous toutes ses formes.

Au milieu des années 1980, l'épidémie du sida frappe très durement la communauté homosexuelle dont fait partie Jean Guidoni qui voit mourir bon nombre de ses amis. De surcroît, les nuages s'amoncellent sur la relation entre le chanteur et Pierre Philippe qui va tout de même lui écrire neuf chansons en vue d'un album-concept nommé Putains… Comme son nom l'indique, ce nouveau projet s'articule autour du thème de la prostitution, depuis l'Antiquité jusqu'à nos jours. Très politique, la chanson-titre Tous des putains présente tour à tour plusieurs individus très différents, en montrant qu'ils sont tous des prostitués en puissance, dès lors qu'ils agissent par intérêt ou parce qu'ils vendent leur force de travail,. Éros Palace fait intervenir un couple faisant l'amour en public dans un peep-show, avec les commentaires d'un rabatteur. Drugstore 18 heures montre cruellement le rapport de force inégal entre un jeune prostitué affamé, et un client qui cherche à négocier à la baisse le tarif de la passe. Inspiré du carnet de notes authentique de la prostituée Grisélidis Réal, Le carnet de Grisélidis passe en revue chacun de ses clients, en indiquant leurs préférences sexuelles, les précautions à prendre et même la tarification appropriée,. Suburre s'intéresse au sort des filles d'un bordel militaire après le départ des soldats, tandis que Les fantômes de Marseille  revient sur le passé du chanteur, lorsqu'il travaillait auprès de clientes prostituées dans son salon de coiffure.
Pour ce projet, Jean Guidoni désire changer complètement d'orientation musicale, afin d'éviter d'avoir à recourir de nouveau à des musiques théâtrales moins adaptées à un tel sujet. Le chanteur, qui a découvert l'univers de Lou Reed sur le tard, décide pour la première fois de sa carrière d'opérer un virage radicalement rock, en recrutant le violoniste, compositeur, chanteur et guitariste Thierry Matioszek. Ce dernier a d'abord œuvré comme compositeur et musicien de variété, entre autres pour Françoise Hardy, Catherine Ribeiro et Armande Altaï,, puis s'est ensuite fait connaître en tant que chanteur en solo à partir du milieu des années 1970, notamment avec l'album Rainy Night in Clichy. En 1981, Matioszek a l'opportunité de travailler comme violoniste de studio pour l'album Drama of Exile de Nico, la mythique chanteuse du Velvet Underground. Il collabore alors avec le claviériste Andy Clark (en) qui officiait sur le célèbre Scary Monsters (and Super Creeps) de David Bowie. Quatre ans plus tard, les deux musiciens vont se retrouver ensemble sur le futur album Putains…, épaulés par le batteur anglo-indien Manny Elias qui avait travaillé essentiellement pour le groupe Tears for Fears. Entre-temps, le chanteur et compositeur Alain Bashung, qui a partagé le même éditeur que Guidoni, aperçoit ce dernier interprétant Midi-Minuit, dans une émission de télévision présentée par Yves Mourousi,. Touché par sa démarche et son originalité, il contacte alors le Toulonnais qui lui propose une collaboration. Finalement, Bashung co-écrira avec Matioszek, la musique très rock de Tous des putains et celle du Carnet de Grisélidis, que la journaliste Marie-Ange Guillaume qualifiait à l'époque de « liturgique ». En plus des compositions et arrangements new wave de Matioszek, l'album bénéficie aussi de l'apport de la chanteuse franco-marocaine Sapho, qui a écrit les mélopées orientalisantes de Suburre, tandis que l'accordéoniste Philippe Servain a composé la musique des Fantômes de Marseille, l'une des chansons les plus mélodiques du disque.
Enregistré dans le légendaire studio du Château d'Hérouville, Putains… sort en mai 1985 chez Philips,, et se voit boycotté par les grandes radios à cause de ses paroles particulièrement explicites,.
Le disque est suivi d'un spectacle en deux parties très scénographiées au Cirque d'Hiver (du 26 novembre au 28 décembre 1985),, qui marque aussi la fin de la collaboration entre le parolier Pierre Philippe et son interprète, lequel ne supporte plus son côté directif et son attitude condescendante. Le chanteur se met alors à travailler avec le dramaturge Enzo Cormann, qui lui écrit les paroles de cinq nouvelles chansons : Ange à tous dédié, Graffiti, Bella, Santa Rita Blanca et  Rendez-moi l'enfant. Mais le Toulonnais cherche surtout à écrire lui-même ses propres textes comme la chanson Chromo, qu'il co-signe avec Marie-Christine Coupel. En plus des morceaux écrits par Pierre Philippe, ce nouveau récital intitulé Cirque Divers propose les titres inédits précédemment cités, ainsi qu'une reprise de la chanson Toute seule de Jacques Prévert  que Marianne Oswald avait créée en 1936. Ce spectacle mal produit est un semi-échec pour Jean Guidoni, d'autant plus que certains soirs, les salles ne sont pas assez remplies. Son enregistrement fera tout de même l'objet d'un 33 tours (jamais réédité depuis) qui paraîtra sous le titre de Chromos - Guidoni au Cirque d'Hiver en avril 1986,.

### L'émancipation (1986-1992)

#### Tigre de porcelaine(1986-1988)

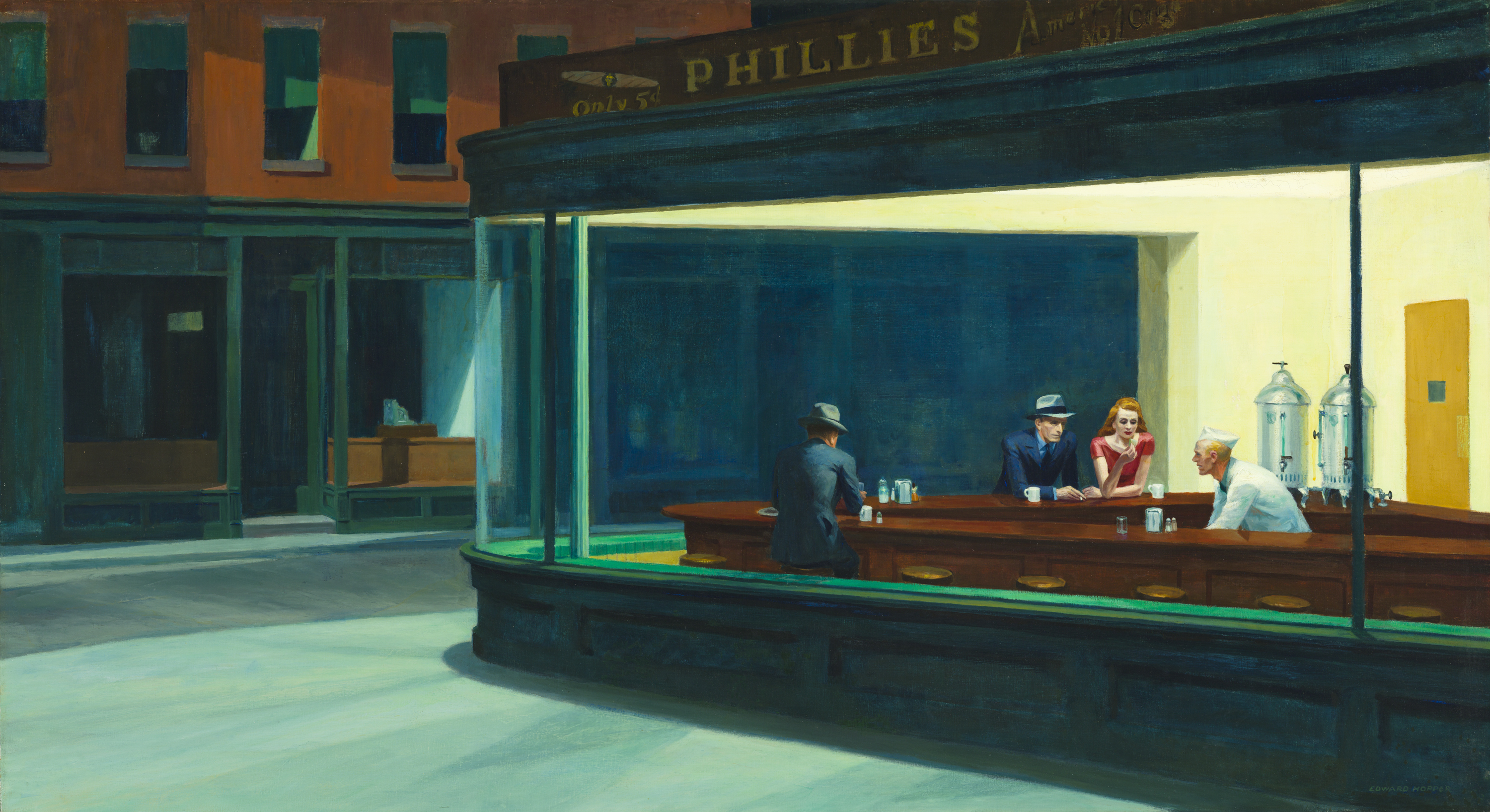
Jean Guidoni s'est beaucoup inspiré de la peinture d'Edward Hopper pour écrire l'opéra avorté Un train dans la mer et les chansons de Tigre de porcelaine.

Après sa rupture avec Pierre Philippe, et sa courte collaboration avec Enzo Cormann qui n'a pas été concluante, Jean Guidoni n'a d'autre choix que de repartir de zéro, d'autant plus que sa maison de disques n'a pas prolongé son contrat après les faibles ventes de Chromos,. Ainsi, pour la première fois depuis longtemps, le chanteur va se lancer lui-même dans l'écriture des textes d'un nouveau spectacle en forme d'opéra intitulé Un train dans la mer, en s'inspirant du célèbre tableau Les Oiseaux de nuit d'Edward Hopper ; puis il contacte le chanteur et compositeur William Sheller, afin qu'il en compose la musique. Ce projet, qui aurait dû voir le jour à la Maison des arts et de la culture de Créteil, sera abandonné pour des raisons financières. Le chanteur se remet alors à écrire et cherche à revenir à plus de simplicité (ce que ni Pierre Philippe, ni même Enzo Cormann ne parvenaient à faire). À cette époque, le Toulonnais nourrit une intense passion pour la peinture, qui lui inspirera entre autres l'écriture de chansons comme  Tramway Terminus Nord. Après avoir longtemps épousé les obsessions expressionnistes de Pierre Philippe, l'esthétique de Jean Guidoni se fait maintenant plus subtile, plus impressionniste, et ses textes (co-écrits parfois avec l'aide du journaliste et producteur Alain Lacombe) sont à la fois plus suggérés et plus imagés,. Ce changement d'univers est particulièrement perceptible dans des chansons comme Marseille, Mort à Venise et Ce sont des choses qui arrivent,, qui figurent parmi ses plus belles réussites.
Pour en écrire la musique, le chanteur retrouve le fidèle Michel Cywie qui, après celle de Y'a un climat, avait composé toutes les chansons de l'album Je marche dans les villes ; mais il fait aussi la connaissance du chanteur et compositeur Pascal Auriat, qui va non seulement produire le disque mais aussi signer la plupart des autres musiques.
L'album Tigre de porcelaine, paraît en octobre 1987, et le chanteur se voit décerner une seconde fois le prix de l'Académie Charles-Cros. Publiées en 45 tours, Tramway Terminus Nord (qui a fait l'objet d'un clip diffusé à l'époque sur M6) et Mort à Venise sont des chansons plus séduisantes pour le grand public. Guidoni admet pourtant avec le recul qu'il n'était pas très « fier » de cet album, mais qu'il lui fallait en passer par là pour rebondir sur le plan professionnel. Le chanteur concède également avoir été contraint de faire des compromis avec sa nouvelle maison de disques,. Il est vrai que par rapport à la radicalité des disques précédents, les arrangements synthétiques de Michel Bernholc et Bernard Estardy, le font quasiment revenir à la « musique de variétés » de ses débuts.
Du 16 février au 2 avril 1988, il présente les nouvelles chansons de l'album sur scène au Bataclan,. La même année, il interprète la chanson Qui me dira extraite de la bande originale du film Itinéraire d'un enfant gâté, de Claude Lelouch,.
Après avoir écrit la musique du titre Je pourris camarade qui conclut son spectacle au Bataclan, son ami Pascal Auriat décède au début de l'année suivante sans même avoir pu écouter l'enregistrement final qui sortira en 45 tours quelques mois plus tard,.

#### Les récitals avec deux pianos (1989-1990)

En 1989, Jean Guidoni rend un vibrant hommage au poète Jacques Prévert en interprétant des chansons rarement données sur scène.

L'année 1989 marque une étape importante dans la carrière de Jean Guidoni, qui revient à l'Espace européen (ex-Théâtre en Rond) du 18 mars au 22 avril,. Le chanteur, qui rêvait depuis longtemps d'un récital « chanté, totalement dépouillé, épuré, avec deux pianistes », est accompagné ici de deux concertistes japonais : Shinji Urakabe et Tatsuya Hayashi. On note aussi la participation de la chanteuse de blues anglo-indienne Marcia Ann Bartley,, qui interprète seule la chanson inédite La femme tatouée et chante parfois en duo avec Guidoni. Ce dernier, quant à lui, chante ses classiques et avec l'autorisation de la veuve du poète, il rend hommage à Jacques Prévert à travers plusieurs nouveaux titres comme La Chanson de l'homme, Vie de famille et surtout la Chanson dans le sang, déclamée a cappella. Le spectacle se termine par deux titres très différents : le premier est une reprise du standard de jazz Get Happy, pour saluer son idole de jeunesse Judy Garland. Pour l'occasion, le chanteur apparaît en travesti, juché sur des talons aiguilles, avec comme accessoires, une paire de collants noirs et un chapeau de la même couleur, pour reproduire presque à l'identique une scène dansée du film La Jolie Fermière,. Le second morceau, qui va clore le récital, est un long poème récité et chanté de presque dix minutes, nommé L'Horloge. Ce titre très exigeant fait partie des rares rescapés de l'opéra Un train dans la mer. Et à défaut de William Sheller prévu à l'origine, c'est Michel Cywie qui en signe finalement la musique, avec des arrangements très sophistiqués de Michel Prezman,.
Ce récital constitue, à ce jour, le plus grand succès de scène, de Jean Guidoni, qui est à cette époque véritablement au sommet de son art. Un nouveau double-album en concert paraît en septembre 1989,. Le même mois, le chanteur se produit au Théâtre de la Ville avec le même répertoire, mais accompagné cette fois d'un duo de pianistes classiques françaises : Marie et Hélène Desmoulin (remplacées certains soirs par Jeanne-Marie et Dominique Ponty). La tournée prendra fin le 21 mai 1990 à l'Olympia, où Guidoni reprend Bravo, un titre créé par Dalida en 1983.
C'est aussi à cette époque qu'il commence à recevoir des propositions de certains réalisateurs de cinéma, pour jouer en tant qu'acteur dans leurs films. C'est le cas du cinéaste Paul Vecchiali (dont il admire le travail) qui lui promet un rôle dans un long-métrage, et auquel le chanteur souhaite confier la mise en scène d'un nouvel opéra qui aurait dû être mis en musique initialement, par le compositeur Roland Vincent. À ce jour, aucun de ces projets n'a pu être concrétisé.

#### Aux tourniquets des Grands Cafés(1990-1991)
La fin des années 1980 est pour lui difficile : des tournées épuisantes, la disparition d'Auriat, son projet d'opéra mort-né avec William Sheller, l'amènent à faire une dépression. Il est alors hospitalisé et entre en cure de repos pendant un mois,. Déjà esquissées dans un recueil de textes inédits qui paraît à l'époque, de nouvelles chansons voient le jour durant les mois d'été de 1989, et donnent rapidement lieu à un nouveau disque : Aux tourniquets des Grands Cafés, qui est publié en mars 1990,.
Dans cet album assez désenchanté, le Toulonnais s'en prend à la gauche caviar (dans la chanson titre Aux tourniquets des Grands Cafés) et aborde des thèmes tels que le sadomasochisme (La punition),, le mur de Berlin (Checkpoint Charlie Gesang) et le tournage d'un film (Vérone Véronal). Reprises par la suite sur les compilations consacrées au chanteur, ces chansons sont vite devenues très populaires parmi son public. À noter plusieurs textes uniquement parlés comme Le Placard, Papiers Tatoués ou Impérial Palace (dont la musique reprend quelques mélodies entendues dans les chansons précédentes). Les compositions musicales sont de Bernard Estardy (qui avait arrangé ou mixé les disques précédents) et Jairo.
En mars 1991, il participe de nouveau à un concert au Cirque d'Hiver, sur l'initiative de la revue spécialisée Le Gai Pied destinée aux homosexuels. Il prend ensuite des cours de danse, puis reparaît sur scène à l'Auditorium des Halles (ex-Auditorium du Châtelet), pour un spectacle de danse et de chant sous la direction de la chorégraphe  Lydie Callier, du 17 septembre au 6 octobre 1991,.
En septembre de la même année, sa première autobiographie Quelques jours de trop est publiée par le jeune éditeur Christophe Roux.

#### Cas particulier!(1992-1993)
En début d'année 1992, Jean Guidoni tente de concrétiser la création de l'opéra Aime le maudit, dont il voulait confier la mise en scène à Paul Vecchiali. Écrit par le chanteur lui-même, le livret s'inspire du mythique M le maudit de Fritz Lang, et sa musique aurait dû être finalisée par le musicien franco-argentin Tomás Gubitsch,. Cependant, le chanteur ne parvient pas à s'entendre avec le metteur en scène, et ce projet est abandonné malgré deux années d'écriture intensive.
En mars 1992, il interprète Les enfants qui s'aiment de Prévert et Kosma dans le ballet Le Rendez-vous de Roland Petit à l'Opéra Garnier,, dans lequel il joue le rôle du « Chanteur », et où il partage l'affiche avec des grands noms de la danse comme Marie-Claude Pietragalla. En juillet, il participe aux Francofolies de La Rochelle, avant d'y revenir le 15 du même mois mais deux ans plus tard, lors d'une « Fête à Jean Guidoni », en invitant Régine et Catherine Sauvage,.
Du 15 au 18 septembre 1993, un nouveau spectacle voit le jour au Théâtre de la Ville,, avec des reprises de chansons déjà créées à l'auditorium des Halles comme le titre Manque. L'affiche montre l'artiste dans une mise en scène pastichant un tableau de René Magritte. Un mois plus tard, un nouvel album Cas particulier ! est publié par le label Auvidis Tempo. Presque entièrement écrit par Guidoni et mis en musique par Tomás Gubitsch, Philippe Servain, Jannick Top et Serge Perathoner, ce disque n'est pas aussi bien reçu par la critique et il déplaît au chanteur lui-même,. On y trouve toutefois la chanson De passage, extraite de l'opéra Un train dans la mer, mais aussi Le Commandeur, titre dédié à son père décédé d'un cancer du poumon, quelques mois auparavant,, ; et enfin, une reprise en duo de la chanson corse Ô Signore, cosa c'é qu'il chante avec sa grand-mère,.

### Période de maturité et premiers hommages (1994-1998)

#### Vertigo(1994-1996)

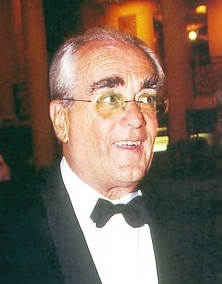
Michel Legrand a entièrement composé, arrangé et dirigé l'orchestre sur Vertigo.

En 1994, Jean Guidoni croise à nouveau la route du compositeur Michel Legrand (qu'il avait déjà côtoyé au milieu des années 1970) à l'occasion d'un concert en faveur de l'épouse du journaliste Alain Lacombe (décédé en 1992, et qui avait co-signé plusieurs titres sur Tigre de porcelaine). Lors de cette soirée, le Toulonnais chante deux chansons, accompagné par Michel Legrand au piano. Ravi de ces retrouvailles, ce dernier veut poursuivre cette collaboration en composant plusieurs chansons inédites en vue d'un disque et d'un futur spectacle en commun. Pour mettre des mots sur ces musiques de styles variés (valse musette, tango, rock, jazz et blues), le chanteur décide d'écrire des paroles qui abordent principalement des sujets d'actualité comme les SDF (Le naufragé), le sida (N'oublie jamais qui tu es), les violences policières (Le ciel violet), le trafic de drogue (La grande dame blanche de Colombie) ou la politique (Les concubines de la gloire, Les faux-monnayeurs). Guidoni en profite aussi pour rendre hommage à Barbara Steele (l'une de ses actrices fétiches) dans Le masque, et adapte le standard Nobody Knows, que Bill Medley avait créé en 1970 pour la bande originale de The Magic Garden of Stanley Sweetheart (en),.
En juin 1995, le disque Vertigo est publié par le label Paradoxe,. Cet album permet à l'interprète de redécouvrir la joie de chanter, accompagné parfois par Legrand lui-même au piano et au chant, avec plusieurs solistes prestigieux (comme l'accordéoniste Richard Galliano, le bandonéoniste Juan José Mosalini ou le guitariste de jazz Sylvain Luc), et de grands orchestres qu'il ne retrouvera plus par la suite,.
Du 13 au 18 février 1996, Jean Guidoni et Michel Legrand présentent au Casino de Paris, le spectacle Comment faire partie de l'orchestre, dans lequel ils se partagent l'espace, accompagnés de six musiciens,. Cependant, c'est la première fois que le chanteur occupe la scène avec quelqu'un d'autre et il le vit très mal, d'autant plus qu'il n'apprécie guère la salle qui a été choisie. En fin de compte, ce spectacle ne convient à personne, et laisse une impression mitigée à leurs créateurs,.
Deux mois plus tard, il donne un récital bien plus convaincant à la Manufacture des œillets d'Ivry-sur-Seine. Avec le pianiste Gérard Daguerre (qui fut le dernier accompagnateur de Barbara), le chanteur propose un spectacle plus théâtral dans le décor d'une ancienne usine d'œillets à chaussures. Il y interprète, entre autres, une nouvelle version de Tu mourras ce soir,.

#### Fenêtre sur cœuret participation à des disques d'hommages (1997-1998)
Du 25 février au 9 mars 1997, Jean Guidoni, toujours accompagné de Gérard Daguerre au piano, assisté cette fois du percussionniste Dominique Mahut (autre compagnon de route de Barbara), revient à L'Européen,, présenter plusieurs nouvelles chansons mises en musique par son pianiste ainsi que de vieilles reprises, comme le grinçant L'écorcheur d'enfants.
Cette nouvelle tournée coïncide avec la sortie de l'album Fenêtre sur cœur : une compilation de 18 titres qui comporte quatre inédits, dont le mélancolique Le malbonheur et Rue de France qui dénonce la violence des guerres coloniales,,. Sur le plan vocal, l'interprète commence à mieux accepter son registre grave, et sur le plan scénique, il abandonne ses maquillages provocants ou sa tendance à se travestir sur scène.
En 1998, une collection d'« albums-hommages », voit le jour aux Éditions Atlas, sur lesquels Jean Guidoni reprend plusieurs titres appartenant au grand répertoire de la chanson française, comme Vesoul de Jacques Brel, Le Bal des Laze de Michel Polnareff, C'est une Andalouse de Julien Clerc, mais surtout Comme ils disent de Charles Aznavour, ou encore Le Mal de Vivre de Barbara dont il se réapproprie l'univers.

### Les retrouvailles avec Pierre Philippe (1998-2002)

#### Fin de siècle(1998-2000)

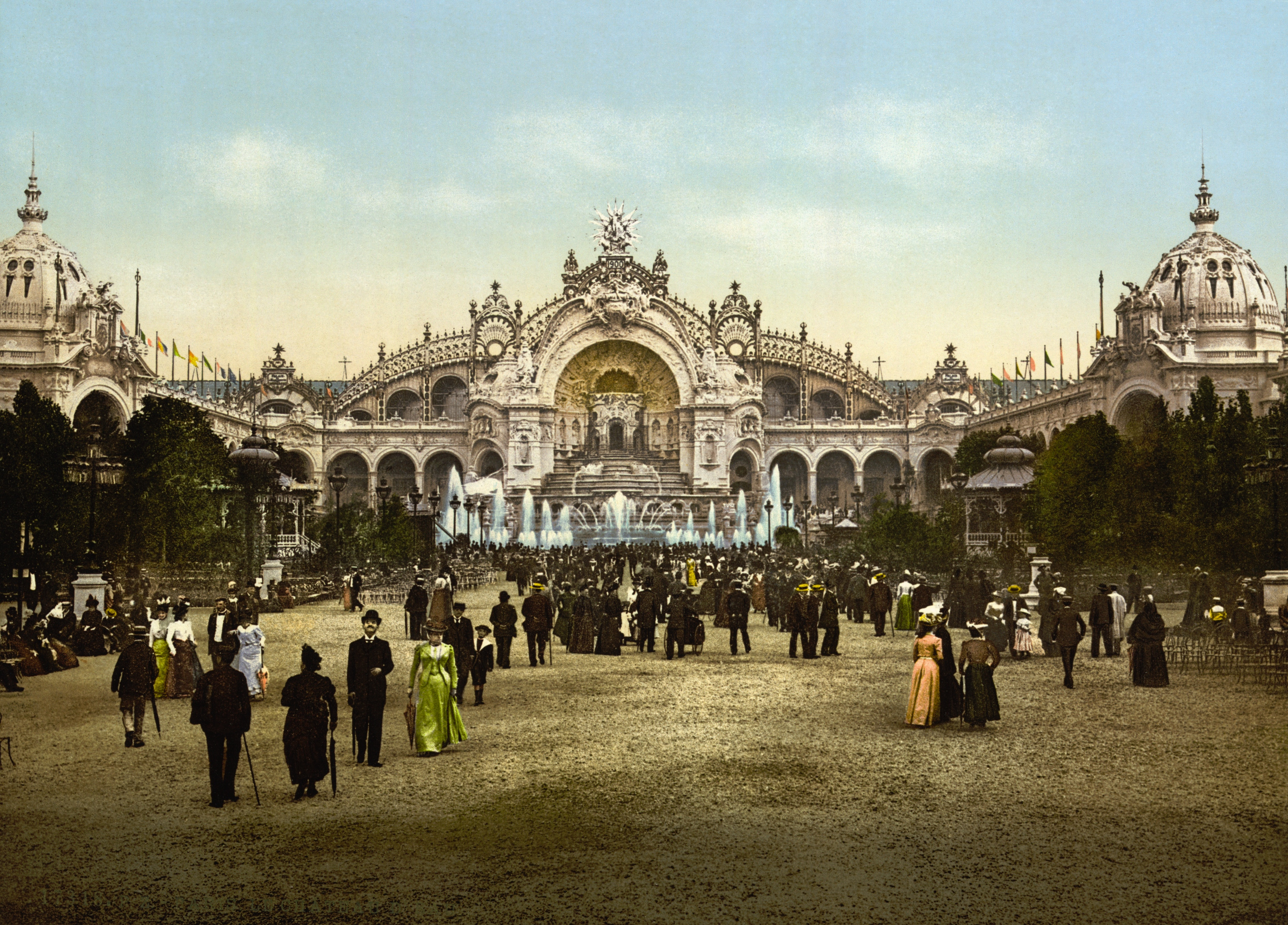
Dans La Grande Expo de l'an 2000, Pierre Philippe tourne en dérision l'imaginaire de l'Exposition universelle de 1900 en passant en revue toutes les horreurs du XXe siècle.

À la fin de son concert à la Manufacture des œillets d'Ivry, Jean Guidoni a la surprise de retrouver son ancien complice Pierre Philippe, qui entre-temps avait eu une courte mais intense collaboration avec la chanteuse et compositrice Juliette. Et en 1997, après le récital à l'Européen, les deux créateurs décident d'unir à nouveau leurs talents pour fêter à leur façon le XXe siècle finissant,.
Dans les seize chansons qu'il prépare pour un nouveau spectacle intitulé Fin de siècle, Pierre Philippe revisite des thèmes qu'il avait parfois déjà abordés avec le chanteur comme la montée de l'extrême droite, les séquelles du colonialisme français en Algérie, le fascisme, le communisme, sans oublier plusieurs hommages au music-hall et au monde du cinéma,. L'humour noir est également très présent avec La Grande Expo de l'an 2000, qui pastiche la célèbre rengaine En revenant de la revue, créée en 1886 par Paulus. Le parolier y dresse l'inventaire des pires aspects du XXe siècle (génocides, intolérance, épidémies, « inculture », malbouffe, etc.) ; tout en fustigeant au passage ceux qu'il qualifie ironiquement de « penseurs économistes » au détour d'un couplet,. Parmi toutes ces nouvelles chansons, deux titres se détachent particulièrement : J'habite à Drancy qui dépeint la morne vie d'un ouvrier vivant dans la Cité de la Muette à Drancy, tiré chaque nuit de son sommeil par les fantômes des déportés parqués à cet endroit pendant la Seconde Guerre mondiale, ; et Les Boîtes qui décrit la fin sordide d'un acteur pornographique malade du sida, contraint de travailler comme « stripteaseur » dans un sex shop parisien,,. Au niveau des compositions musicales, Jean Guidoni retrouve Philippe Dubosson ainsi que de nombreux autres compositeurs, comme entre autres, le vétéran Jean-Claude Vannier, Juliette Noureddine, François Hadji-Lazaro, Romain Didier ou Didier Goret.
Présenté du 6 avril au 9 mai 1999 au Théâtre Silvia-Monfort, et placé sous la direction musicale de Matthieu Gonet, le spectacle Fin de siècle donne lieu à deux albums sortis respectivement en 1999 et en 2000. Mais, desservi par les dimensions de la salle Silvia-Monfort et le peu de moyens déployés par la production, le spectacle n'a pas profité du prestige ou de l'effet de surprise des premiers récitals créés par Guidoni dans les années 1980,.

#### Reprise acoustique deCrime passionnelet premier bilan (2000-2002)
Voulant poursuivre leur nouvelle collaboration, Jean Guidoni et Pierre Philippe décident de reprendre l'opéra Crime passionnel. Après sa création aux Bouffes-du-Nord en 1982, suivie d'une reprise l'année suivante au Printemps de Bourges, et d'une représentation supplémentaire à la Maison des arts et de la culture de Créteil (du 15 au 19 janvier 1985) ; ce spectacle n'avait jamais fait l'objet d'une nouvelle reprise sur scène.
Désireux d'offrir au public du 21e siècle une version plus acoustique et moins électrique que l'originale, le chanteur et son parolier ont voulu retrouver l'esprit du Quinteto Tango Nuevo fondé par Piazzolla dans les années 1960,. Après avoir expliqué au journaliste Daniel Pantchenko, qu'Astor Piazzolla n'avait pas voulu écrire les arrangements de la version de 1982 ; Jean Guidoni a précisé que lui et son parolier souhaitaient « des orchestrations telles qu'il aurait pu les faire », oubliant cependant un peu vite que le grand compositeur argentin était également passionné par les sonorités électroniques, et qu'il a longtemps travaillé avec des ensembles électriques tels que l'Octeto electrónico dans les années 1970, en accompagnant par exemple le chanteur José Ángel Trelles (es).
Du 28 novembre au 23 décembre 2000, Jean Guidoni présente cette reprise de Crime passionnel dans la salle baroque du Cabaret Sauvage. Accompagné par un quintette de tango traditionnel dirigé par le guitariste Leonardo Sánchez, le chanteur en donne une interprétation un peu moins fiévreuse qu'aux Bouffes-du-Nord, et conclut le spectacle en dansant le morceau final avec son double scénique. Ce concert fera l'objet d'un enregistrement qui paraît un an plus tard, et qui propose pour la première fois l'intégralité de l'opéra, y compris le long texte récité La machine à souffrir ainsi que les deux versions de Alors je me suis assis, trois titres jusqu'à alors totalement inédits. Cependant, le nouveau disque ne rencontrera pas l'écho de l'enregistrement original,.
Après ces courtes retrouvailles, Guidoni souhaite à nouveau tourner la page, et arrête sa collaboration avec Pierre Philippe, mais aussi avec son agent Marcel Rothel qui le suit pourtant depuis ses tout débuts. En 2002, un coffret longbox 4 CD reprenant majoritairement sa carrière scénique, paraît chez Mercury, et l'année suivante, il publie une nouvelle autobiographie : Chanter n'est pas jouer qui reprend en première partie son premier roman Quelques jours de trop.

### Une envie de modernité (2003-2007)

#### Trapèze(2003-2005)

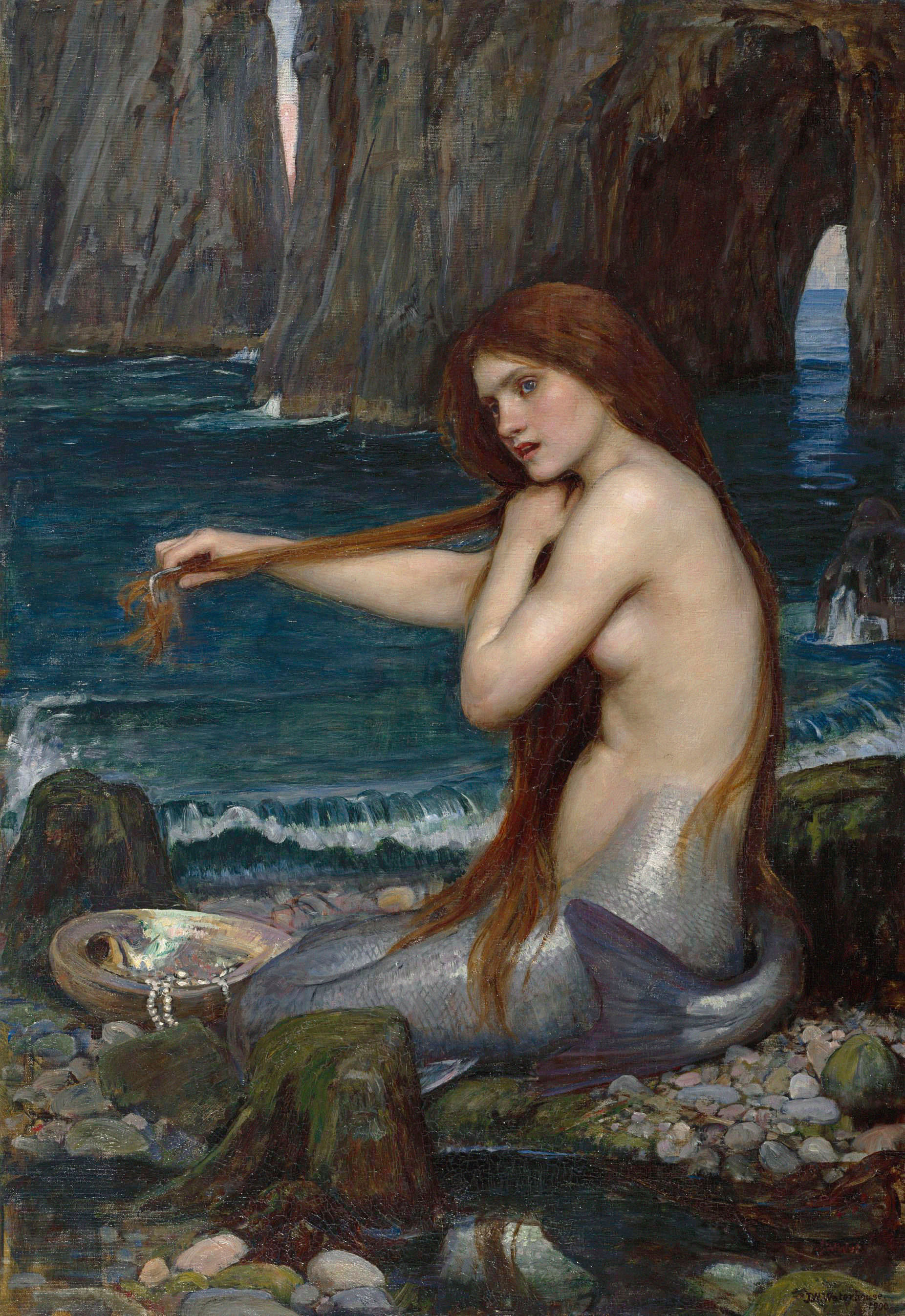
La chanson La Naïade compare le chant de Guidoni à celui des légendaires sirènes.

Dans son autobiographie Chanter n'est pas jouer, Jean Guidoni mentionne un rendez-vous dans une brasserie, au cours duquel il fait la connaissance des écrivains Marie Nimier et Jean Rouaud, qui avaient prévu de lui écrire des chansons avant même cette première rencontre. Afin de l'aider dans l'écriture d'un nouvel album, Marie Nimier lui propose le texte Sirène (d'après son premier roman éponyme), qui évoluera en La Naïade,. Le Toulonnais demande également aux deux écrivains de lui écrire un texte sur le néant, qui deviendra Néant, Néon. Guidoni se met ensuite à élaborer lui-même plusieurs chansons, en plus de celles écrites majoritairement par Nimier et Rouaud, dont les thèmes sont souvent encore empreints d'une certaine noirceur comme Je reviens de loin, Pise ou L'Ogre. On note aussi une chanson faisant allusion au narcissisme (Le miroir) et un hommage à sa mère (Maman, Maman) décédée en 2001, quelques années seulement après la mort de son père,,.
La plupart des compositions, comme les hypnotiques La Naïade ou L'Ogre, ont été écrites par le compositeur canadien Daniel Lavoie, et les arrangements pop rock très modernes signés par Edith Fambuena (qui fit partie du groupe Les Valentins), sont à l'opposé des musiques très traditionalistes de Fin de siècle ou de la dernière mouture de Crime passionnel. Le chant est lui aussi drastiquement neuf et l'interprète va jusqu'à murmurer sur certains titres. Sur le plan musical, Guidoni opère une fois de plus un virage radical par rapport à ses dernières productions, et se permet même une auto-parodie dans Je veux chanter sur le Titanic,,.
Précédé par un concert à Beyrouth en septembre 2004, l'album qui paraît chez Wagram en octobre de la même année,, a été nommé Trapèze en hommage au film homonyme de Carol Reed avec Gina Lollobrigida,. Le chanteur défendra ensuite son dernier disque dans plusieurs salles parisiennes, lors d'une tournée à L'Européen et au Café de la Danse en fin d'année 2004, puis à l'Élysée Montmartre et au Vingtième théâtre en 2005.

#### La Pointe Rouge(2005-2007)
Lors de la tournée de promotion de l'album Trapèze, le chanteur sympathise avec le multi instrumentiste Nicolas Deutsch, qui s'était aussi occupé des arrangements musicaux destinés à la scène. Dès l'été 2005, les deux hommes décident alors de travailler sur les morceaux d'un nouveau disque, cette fois presque intégralement écrit par Jean Guidoni et composé par le jeune musicien. L'album intitulé La Pointe Rouge (en référence à la plage de la Pointe-Rouge à Marseille), est publié en avril 2007,.
Poursuivant la même veine pop-rock que Trapèze, le Toulonnais profite de la participation d'artistes issus de la « nouvelle scène française », comme Dominique A (qui chante avec lui en duo sur Cloaca maxima), Jeanne Cherhal (qui lui écrit Comme un autre, où elle imagine le chanteur « enceint »), Mathias Malzieu (de Dionysos) et Philippe Katerine (qui signe Un arbre en Normandie). Très largement encensé par la critique,,,, le disque La Pointe Rouge propose un contenu beaucoup moins sombre que le précédent opus du chanteur, dont la voix a encore muri et gagné en justesse.
Après ces deux albums très actuels, Jean Guidoni rompt une fois de plus avec sa nouvelle maison de disques. En effet, celle-ci ne voulait plus qu'il interprète ses anciennes chansons sur scène ; ce qui dénaturait, selon lui, la notion même de spectacle en transformant ce dernier en simple « showcase ». Lors d'un dîner au restaurant, Edith Fambuena lui fait rencontrer le compositeur et arrangeur Fabrice Ravel-Chapuis qui connaît bien sa carrière. Guidoni s'accorde très vite avec lui, et il lui confie la place de pianiste ainsi que les arrangements de scène de son spectacle à la Boule noire, à Paris, du 24 avril au 26 mai 2007,.

### Hommage à Jacques Prévert et Allain Leprest (2008-2014)

#### Étranges étrangers(2008-2012)

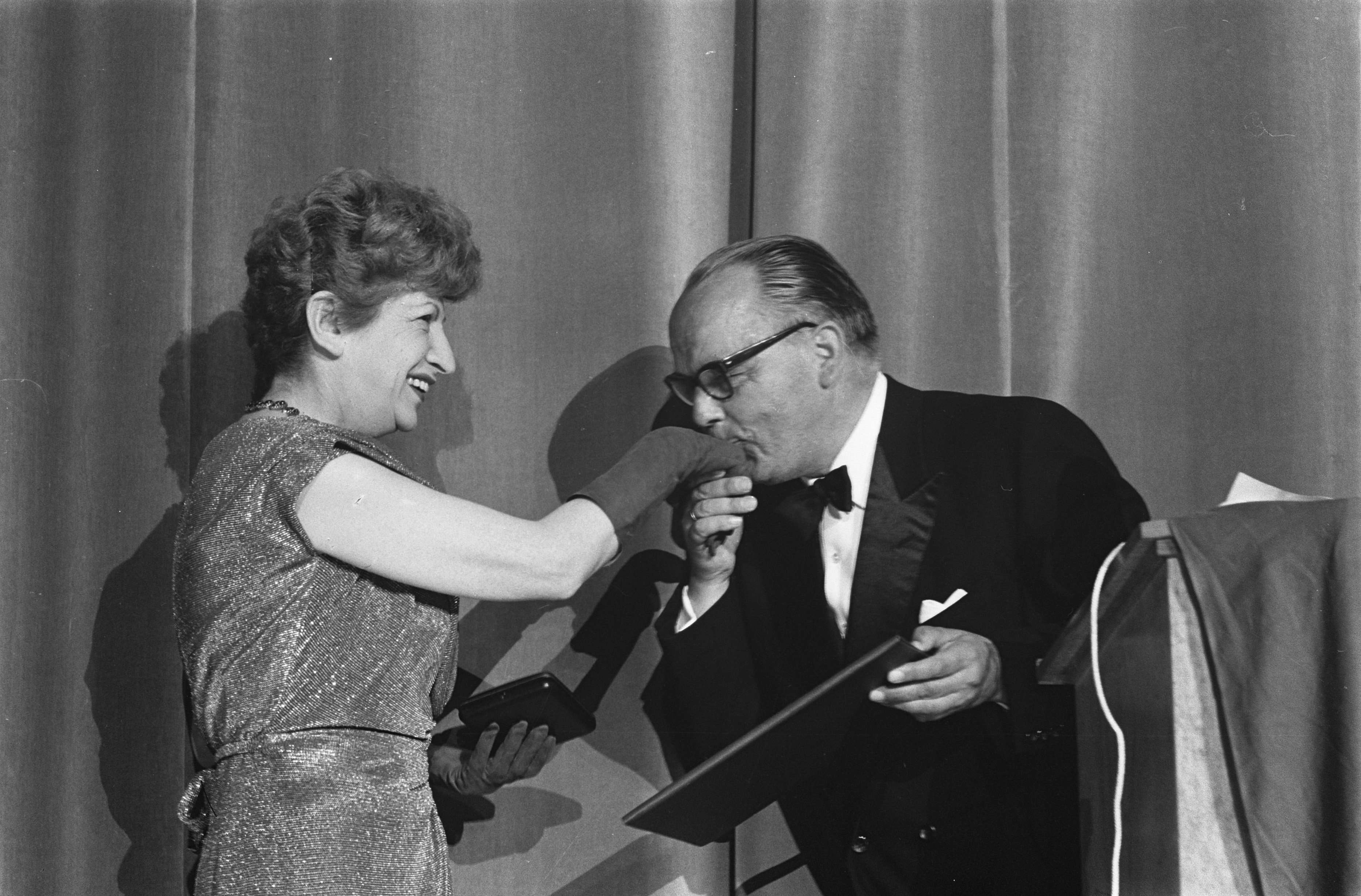
La chanteuse Marianne Oswald a créé cinq chansons de Jacques Prévert parmi les treize qui figurent sur Étranges étrangers.

Alors que Jean Guidoni et Fabrice Ravel-Chapuis travaillent sur un prochain projet, Eugénie Prévert (la petite-fille de Jacques Prévert) propose au Toulonnais de créer tout un album autour des chansons de son grand-père, en mettant également en musique des textes qui n'avaient jamais été chantés auparavant,.
L'interprète, qui avait précédemment chanté trois titres de Prévert lors de son récital à l'Espace européen, avait découvert l'univers du poète quelques années après avoir vu le spectacle d'Ingrid Caven au Pigall's, notamment en écoutant de vieux disques de la chanteuse Marianne Oswald, et c'est cette dernière qui lui a réellement fait comprendre l'expressionnisme. En 1985, il lui avait d'ailleurs rendu hommage en chantant sa propre version de Toute seule de Prévert, dans laquelle il faisait passer toute la violence du texte du poète.
Privilégiant l'aspect le plus social des poésies de Jacques Prévert, Jean Guidoni reprend plusieurs anciennes chansons que Marianne Oswald avait interprétées dans les années 1930 comme Embrasse-moi, Chasse à l'enfant ou La grasse matinée, mais il crée aussi lui-même plusieurs titres inédits, mis en musique par Ravel-Chapuis et Juliette (avec laquelle il chante en duo l'emblématique Chasse à l'enfant). Grand amateur de musique contemporaine, le Toulonnais a la chance de pouvoir collaborer avec le compositeur et organiste Thierry Escaich, qui signe pour l'occasion la musique de deux poèmes de Prévert : Maintenant, j’ai grandi et Elle disait…(qui sont les deux uniques chansons de son catalogue à ce jour).
Plus inégal que le précédent, le disque Étranges étrangers (qui paraît le 17 novembre 2008,) est un peu moins bien reçu par la critique, qui salue tout de même la grande familiarité que le chanteur entretient avec le répertoire de Jacques Prévert. Une nouvelle tournée débute à l'Européen à partir du 25 novembre 2008, pour se poursuivre ensuite en province. Du 26 janvier au 13 février 2011, Jean Guidoni chante le répertoire de Prévert pour les enfants à l'occasion du spectacle Le Déséquilibriste au théâtre Antoine-Vitez d'Ivry,. Fin 2011, toujours avec Fabrice Ravel-Chapuis, l'interprète commence une collaboration avec l'auteur de chanson Pascal Mathieu qui lui écrit La peau humaine, un texte inédit et jamais gravé sur disque, que l'on peut entendre à la fin d'une émission radiophonique consacrée à Edgar Allan Poe.

#### Paris-Milan(2012-2014)

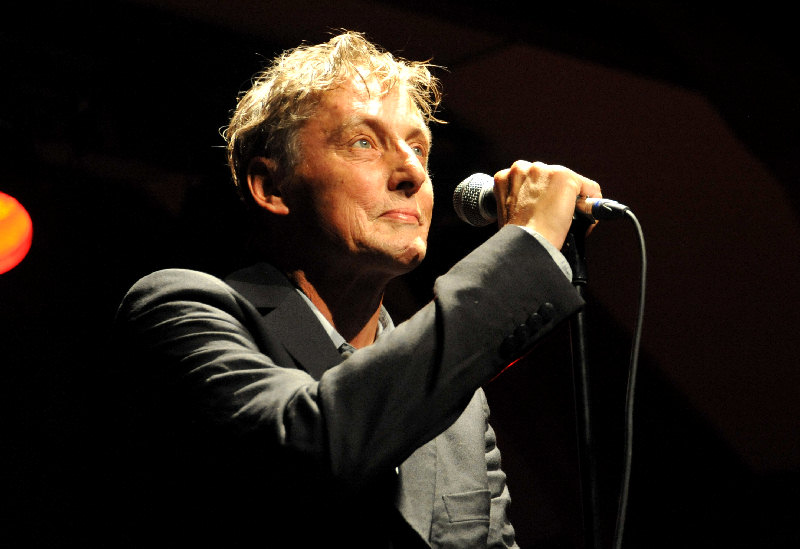
Jean Guidoni a su s'emparer de l'univers poétique d'Allain Leprest afin qu'il épouse le sien.

Après sa collaboration avec Fabrice Ravel-Chapuis sur Étranges étrangers, Jean Guidoni songe sérieusement à arrêter définitivement sa carrière dans le monde du spectacle,. Le producteur Didier Pascalis propose alors au Toulonnais de rendre hommage au chanteur Allain Leprest dans le spectacle Où vont les chevaux quand ils dorment ?, qu'il crée au théâtre Antoine-Vitez d'Ivry, les 29 et 30 septembre 2012, en compagnie de Romain Didier et du chanteur Yves Jamait.
Considéré comme l'héritier des grandes figures de la poésie chantée, telles que Jacques Brel, Léo Ferré ou Jean-Roger Caussimon, Allain Leprest s'avère plus proche de la chanson réaliste et son écriture ciselée s'apparente parfois à celle de poètes comme Arthur Rimbaud, ou d'écrivains comme Antoine Blondin. Devenu un personnage mythique de la chanson française, le poète normand évoluait dans un univers assez différent de celui de Jean Guidoni. Parmi les points communs, les deux artistes partagent toutefois les mêmes origines populaires, un milieu familial proche du communisme et la même méfiance envers les médias les plus « grand public ». En outre, le Toulonnais reconnaît une certaine proximité entre la poésie du quotidien de Jacques Prévert et celle d'Allain Leprest, où il décèle une « émotion présente dans la chair du texte. »
En 2013, le spectacle Où vont les chevaux quand ils dorment ? est donné à l'Alhambra de Paris, puis enregistré sous la forme d'un coffret CD et DVD vidéo. Parallèlement, Jean Guidoni travaille à un nouvel album avec des textes inédits d'Allain Leprest, qui sort en octobre 2014 sur le label Tacet créé par Didier Pascalis. Entièrement composé par Romain Didier, l'album Paris-Milan reçoit de nombreuses louanges de la presse française,.

### Le retour de l'auteur Guidoni (depuis 2017)

#### Légendes urbaines(2017-2019)
Dix ans après La Pointe Rouge, Jean Guidoni se remet enfin à écrire lui-même tous les textes d'un nouvel album nommé Légendes urbaines, qui sort le 31 mars 2017. Contrairement aux albums précédents qui traitaient souvent de problématiques sociales ou économiques (pauvreté, difficultés d'intégration, sans-abris) chères à Jacques Prévert et Allain Leprest, deux auteurs proches du Parti communiste ; Légendes urbaines aborde des sujets plus « sociétaux » comme le vieillissement, le travestissement de l'artiste ou la transidentité (La note bleue),. Il met également l'accent sur le sort des migrants (La Piste des éléphants) ou de leurs descendants (Où allez-vous Nora, Djemila…),,. On y trouve également un hommage à la femme de lettres américaine Dorothy Parker (Dorothy),. Le chanteur a confié les musiques de Légendes urbaines à son nouveau producteur Didier Pascalis, qui hésite entre chanson française, musique latine ou airs de cabaret teintés de jazz. Guidoni présente l'album en concert à l'Européen le 4 avril 2017, puis à La Cigale le 20 novembre de la même année.

#### Avec des si(2020-2022)
Après Légendes urbaines, qu'il considère alors comme le « dernier album » de sa carrière, Jean Guidoni est soudainement confronté à la crise sanitaire, lorsqu'il fait la rencontre du journaliste et producteur Arnaud Bousquet,. Ce dernier va l'aider à se relancer en écrivant douze chansons à partir de quatre propositions écrites par le chanteur lui-même. L'écriture de ces nouveaux titres s'effectue sur un an, à partir de l'été 2020, et aboutira en avril 2022 à la sortie d'un nouveau disque nommé Avec des si,,. Comme sur l'album précédent, le producteur Didier Pascalis en signe toutes les musiques, arrangées pour un petit ensemble de chambre, à base de piano, violon, violoncelle et trombone.
Approfondissant un thème déjà présent dans La Note Bleue (chanson qui figure sur l'opus précédent), le ton général du disque est très marqué par la mélancolie et les ravages du « temps qui passe », notamment sur Un homme sans importance et l'autobiographique Revoir l'été,. Le Toulonnais rend aussi un hommage au scénariste Jean-Loup Dabadie (décédé en 2020, au moment de l'écriture de l'album) sur le morceau Sans Dabadie, où il évoque entre autres les figures de Michel Piccoli et Romy Schneider, et cite successivement plusieurs films comme Nous irons tous au paradis, Les Choses de la vie, César et Rosalie et Max et les Ferrailleurs.
Le 25 avril 2022, quarante ans après la création de l'opéra Crime passionnel, le chanteur revient au théâtre des Bouffes-du-Nord pour y présenter Avec des si,.

#### Second bilan etEldorado(s)(2024-2025)
En décembre 2024, alors que Jean Guidoni va très bientôt fêter ses 50 ans de carrière, le label EPM Musique (avec la collaboration de Polydor et d'Universal Music France) publie le coffret Y'a un climat…, une nouvelle compilation de 5 CD contenant 94 titres qui s'échelonnent de 1977 à 2022. Ce tour d'horizon discographique propose pour la première fois l'enregistrement officiel de son premier concert à l'Olympia du 9 juin 1981 ainsi que plusieurs titres rares ou inédits.
Le 18 avril 2025, le même label EPM Musique sort l'album Eldorado(s) qui emprunte son nom à une mythique boîte de nuit berlinoise de l'entre-deux-guerres,. Co-écrit en grande partie avec Arnaud Bousquet et mis en musique par Romain Didier (qui avait auparavant composé Une valse de 1937 sur Fin de siècle avant d'écrire toutes les mélodies de Paris - Milan), Eldorado(s) nous donne à entendre douze morceaux à la tonalité volontiers mélancolique.
La chanson titre déplore la triste fin d'un « cabaret d'avant-guerre » très prisé de la communauté LGBT et transformé depuis en épicerie bio. Désabusé et s'interrogeant sur ses anciens amis disparus dans Quand j'étais riche, le chanteur lui-même va jusqu'à préférer s'« évite[r] » sur le troisième titre intitulé Je m'évite. La thématique politique affleure dans Les enfants de la nuit qui évoque une nouvelle fois les flux migratoires, mais le disque renoue surtout avec un aspect intimiste et familial que l'on retrouvait déjà sur Cas particuliers !. Le Toulonnais rend notamment une seconde fois hommage à son père marin sur la chanson Sailor man (après Le Commandeur en 1993,), et pour la première fois, il chante un hymne à l'amour marital sur Regarde mon amour qui clôt l'album.

## Discographie

### 45 tours
Seuls les 45 tours dont le contenu n'a pas été repris - ou alors partiellement - sur les albums, sont mentionnés ici.

### Participations et autres travaux
- 1975 : Paris populi de Georges Coulonges et Francis Lemarque (interprétation de 3 chansons)[74]
- 1987 : Univers de William Sheller (écriture des paroles de l'Hymne De Toholl)[s 104]
- 1988 : Itinéraire d'un enfant gâté, bande originale du film de Claude Lelouch (Guidoni chante Qui me dira)
- 1988 : Live Bataclan de Jairo (Guidoni a adapté trois chansons pour le chanteur argentin, et il lui a également écrit le titre Le Mur Gris)
- 1990 : Flechas De Neón de Jairo (Guidoni a écrit trois nouvelles chansons pour la version française de cet album[s 105], et il a également signé l'adaptation en studio de La Bronx Story de Pédro Navaja précédemment chantée sur le Live Bataclan)
- 1991 : Saint-Lazare de Bertrand Sansonetti (auteur et récitant du Dialogue de l'assassin et du barman sur la chanson titre)
- 1991 : L'Enfant de demain, compilation réalisée par l'UNICEF (Guidoni chante sur la chanson titre avec d'autres interprètes)
- 1992 : Jacques Prévert et ses interprètes, coffret 6 CD (avec les inédits Cœur de docker et Chanson dans le sang, en plus de 3 titres déjà publiés avant)[74]
- 1998 :  Ils chantent Aznavour (reprise de Comme ils disent)
- 1998 : Ils chantent Brel (reprise de Vesoul)
- 1998 : Ils chantent Julien Clerc (reprise de C'est une andalouse)
- 1998 : Ils chantent Michel Polnareff (Guidoni interprète Le Bal des Laze)
- 1998 : Ils chantent Barbara (reprise du morceau Le mal de vivre)
- 1999 : Les progrès d’une garce de Lou Saintagne (Guidoni a écrit les paroles de Mon Hystérique Chéri)[s 106],[s 107]
- 2006 : Pinocchio Court Toujours, opéra pour enfants de Pascal Mathieu et Romain Didier (Guidoni chante sur L'auberge)
- 2007 : Chez Leprest (vol. 1), album en hommage à Allain Leprest (reprise du titre J'ai peur)
- 2007 : Inventaire Jacques Prévert, coffret 3 CD (lecture du poème L'orage et l'éclaircie)
- 2011 : Il manque une pièce, opéra parlé de Philippe Adam & Fabrice Ravel-Chapuis (textes lus par Jean Guidoni)[s 108]
- 2012 : Connait-on encore Leprest ?, coffret 1 CD + 2 DVD (participation de Guidoni sur 2 titres dans le second DVD)
- 2014 : Où vont les chevaux quand ils dorment ? (enregistrement de l'hommage à Allain Leprest à l'Alhambra avec Romain Didier et Yves Jamait)
- 2023 : Temps divers de Daniel Jumeau (duo sur le titre Amours Interdites)[s 109]

## Distinctions

### Récompenses
- 1981 : Grand prix de l'Académie Charles-Cros pour l'album Je marche dans les villes
- 1981 : Prix du Premier Ministre[48]
- 1981 : Trophée du meilleur chanteur étranger au Japon[13],[48]
- 1981 : Prix international de la jeune chanson (décerné par le Haut Comité de la langue française)[d 5]
- 1982 : Grand prix du Disque Audiovisuel Européen pour l'album Crime passionnel
- 1983 : Prix Edith Piaf de l'interprétation[d 5]
- 1988 : Grand prix de l'Académie Charles-Cros pour l'album Tigre de porcelaine

### Hommages et reprises
- 1987 : Y'a un climat, reprise par Isabelle Aubret sur son album Vague à l'Homme
- 1991 : Le chanteur et acteur Rikard Wolff rend hommage à Guidoni, en reprenant cinq de ses titres traduits en suédois, sur son album Recital-91[s 110],[s 111]
- 1991 : Lames, reprise par Juliette sur l'enregistrement public ¿Qué tal?, puis sur l'album studio Chansons de là où l'oeil se pose (2023)[s 112]
- 1997 : Fleurs Fanées, fidèle reprise de la chanson sous une forme instrumentale par le groupe Artango sur leur album Métropole[s 113]
- 2001 : Crime of Passion, reprise très théâtrale de l'opéra Crime passionnel par Jérôme Pradon[s 114], accompagné au piano par Oliver Probst, dans une version anglaise[124],[s 115]
- 2003 : Corazonadas (Coups de Cœur) et Flores Marchitas (Fleurs Fanées), reprises en espagnol par Jairo sur son album Jairo – Canta Piazzolla[s 116]